# Vladimir Kotelnikov
Vladimir Aleksandrovich Kotelnikov (em russo:  Владимир Александрович Котельнико; Kazan, 6 de setembro de 1908 — Moscou, 11 de fevereiro de 2005) foi um teórico da informação e pioneiro da astronomia de radar da União Soviética.
Foi presidente do Soviete Supremo da União Soviética, de 30 de julho de 1973 a 25 de março de 1980. É homenageado com o asteroide 2726 Kotelnikov.